# 那須町立那須中央中学校
那須町立那須中央中学校（なすちょうりつ なすちゅうおうちゅうがっこう）は、栃木県那須郡那須町寺子丙にある公立中学校。

## 概要
2017年4月に那須町の2中学校（黒田原・東陽）が統合し、開校した。校舎は、既存の黒田原中校舎を改修・整備工事などを行い利用。

## 沿革
- 2017年4月1日 - 那須町の2中学校を統合し、那須町立那須中央中学校として開校[1]。

## 通学区域
那須町立東陽小学校、学びの森小学校及び黒田原小学校に属する全地域

## 進学前小学校
- 那須町立東陽小学校
- 那須町立学びの森小学校
- 那須町立黒田原小学校

## 交通
- JR東北本線 黒田原駅より約1.2km
- 関東自動車伊王野線 役場前バス停より約1.0km